# Hugh Town
Hugh Town (korniska: Tre Huw) är den största orten på Scillyöarna i England i Storbritannien. Staden ligger på ön St Mary's och folkmängden uppgår till strax över 1 000 invånare. Viktiga inslag i ekonomin är shopping längs med huvudgatan samt turism. I staden finns även banker, hotell, pubar och ett litet sjukhus. Det finns flera stränder. En berömd byggnad är Star Castle, som gjorts om till hotell.

### Fotnoter
1. 1 2   National Statistics, UK; NOMIS, Usual resident population, built-up areas Läst 1 juli 2015.
2. ↑  Ordnance Survey: Landranger map sheet 203 Land's End ISBN 978-0-319-23148-7